# Carlo Invernizzi
Carlo Invernizzi (Milano, 19 luglio 1932 – Milano, 20 febbraio 2018) è stato un poeta, avvocato e scrittore italiano.

## Biografia

### Anni giovanili
Carlo Invernizzi è nato nel 1932, ha vissuto e lavorato a Milano e Morterone. Dopo aver frequentato il Liceo classico Giosuè Carducci e, successivamente, il Liceo classico Cesare Beccaria di Milano, si iscrisse alla facoltà di Giurisprudenza presso l'Università Statale di Milano, in seguito al conseguimento della laurea, intraprese la professione di avvocato.
Durante la seconda metà degli anni Sessanta difese la libertà dei beats di Milano nei processi a loro carico e tra gli anni Sessanta e Settanta elaborò la teoria secondo cui i familiari delle persone, che riportano gravi lesioni, hanno diritto di essere risarciti per il danno morale e per le sofferenze patite in proprio a causa delle lesioni subite dai congiunti.

### Attività poetica
Carlo Invernizzi frequentò gli incontri del Gruppo Poìesis, fondato da Maria Vailati a Milano nel 1956, quando questo venne ufficialmente costituito come Centro di attività e documentazione di poesia contemporanea presso la Biblioteca di Palazzo Sormani.

#### Anni Sessanta e Settanta
Nel 1963 pubblicò per la prima volta tre poesie - L'uomo, Silvana e Quando l'autunno - all'interno dei Quaderni di Poìesis, curati da Maria Vailati. Nella breve introduzione che precedeva i componimenti la poetessa Maria Garelli Ferraroni scrisse: “Carlo Invernizzi. Ventinove anni, legale a Milano. Una certa complessità di motivi ne fa una delle voci più modulate di questa rassegna. È una poesia interiore, che si fonde all'ambiente, al paesaggio. Profondamente insistentemente ‘umana’ [...]”. Alcuni anni dopo, nel dicembre del 1970, venne pubblicata la raccolta Nell'esistere del magma composta da trentaquattro poesie e curata da Maria Vailati per la collana “Poesia d’oggi” di Poìesis edizioni.
L’interesse per le dinamiche creative e le problematiche teoriche delle arti figurative portò Invernizzi a conoscere nell'arco degli anni numerosi artisti e ad instaurare, sin dagli anni Sessanta, rapporti di amicizia e di reciproco scambio culturale con i maggiori esponenti internazionali dell’arte visiva. Questa condivisione di visioni sfociò nella creazione di cartelle d’artista, pubblicate dall’editore Scheiwiller, in cui le poesie di Carlo Invernizzi venivano affiancate alle grafiche realizzate dagli artisti. Alla prima pubblicazione Simmetrie. 6 poesie di Carlo Invernizzi, 6 acquetinte di Carlo Ciussi del 1979, seguirono numerose collaborazioni, edite con cadenza annuale, l’ultima delle quali fu nel 1988 la cartella Natura Naturans. Sette poesie di Carlo Invernizzi, sei litografie e un disegno a colori di Dadamaino.

#### Anni Ottanta
Nel 1985 il volume Carlo Invernizzi. Di là dal muro venne presentato dal Centro Poìesis alla Sala del Grechetto di Palazzo Sormani a Milano, con l’intervento di Silvio Ceccato.
La pubblicazione fu accompagnata da un’ampia introduzione-studio di Maria Vailati, allora docente di semiotica presso l’Università degli Studi di Bologna, e tre anni più tardi il libro Carlo Invernizzi. Leggere poesia oggi, a cura di Susanna Tamplenizza, fu pubblicato all’interno della collana Serie “Scandagli” diretta proprio dalla Vailati.
Nella prima metà degli anni Ottanta l’editore Scheiwiller stampò le cartelle d’artista Di là dal muro. Una poesia manoscritta di Carlo Invernizzi, un disegno a collage di Pino Pinelli (1982), Se qualcosa ti manca. Una poesia di Carlo Invernizzi. La ragazza con un fiore, una incisione di Rudi Wach (1984), Rosso blu rosso. Una poesia autografa di Carlo Invernizzi, un collage di Rodolfo Aricò (1985) e Chi sa d’entropia. Una poesia di Carlo Invernizzi, un acquarello di Riccardo Guarneri (1986).
A partire dal 1986 Carlo Invernizzi promosse anche l’attività dell’Associazione Culturale Amici di Morterone, fondata con l’intento di far rivivere il paese di Morterone, suo luogo d’origine, in seguito allo spopolamento avvento tra gli anni Sessanta e Ottanta. L’idea che muoveva l’Associazione nacque proprio dalle visioni della sua poetica ed era quella di rendere il paese un vero e proprio segnale poetico attraverso l’installazione di opere d’arte permanenti e la realizzazione di mostre temporanee ed eventi culturali. 

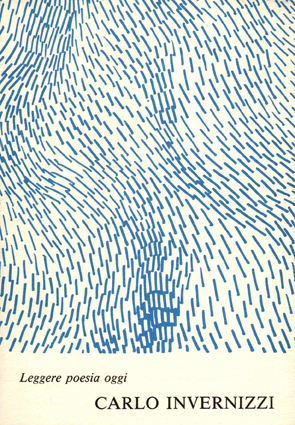
Copertina del libro Carlo Invernizzi. Leggere poesia oggi (Spazio Editrice, Milano, 1988).

Questo progetto assunse da subito un valore particolare per Invernizzi poiché la sua esperienza poetica era imprescindibile dal legame con la natura e con il suo luogo di radici, Morterone appunto, che egli stesso descrisse come “silente conca di incontaminatezza sita ai piedi del versante orientale del monte Resegone a mille metri di altitudine” dove “senti l’evaporo incomprimibile dell’universo e ti colpisce la luce tutta mentale di fulgidissimi logoisbrendoli di spaziotempo che s’infugano sull’orizzonte impercettibili”.

#### Anni Novanta
Nel 1990 venne inaugurata la mostra Divina mania. Una poetica bicipite. Aricò, Ciussi, Pinelli curata da Elisabeth Bozzi e tenutasi presso il Palazzo Municipale di Vignate. In quest’occasione il lavoro di Rodolfo Aricò, Carlo Ciussi e Pino Pinelli venne presentato in relazione all’opera poetica di Invernizzi. A sottolineare il particolare legame tra il poeta e Aricò, Ciussi e Pinelli, nel catalogo dell’esposizione, vennero pubblicati anche tre testi in cui Invernizzi dava una propria lettura dell’universo creativo di ciascun artista. Nel 1991 venne pubblicata la cartella d’artista Schidie luce. Acquerelli di Riccardo Guarneri, una poesia di Carlo Invernizzi edita nella “Collana del disegno - 6” delle Edizioni Meta di Bolzano.
Nel 1995 Invernizzi fondò, insieme allo scultore Sergio Milani, l’Associazione Culturale Nuova Vignate con l’intento di promuovere mostre e incontri d’arte. L'Attività dell'associazione portò alla realizzazione di diversi eventi come la mostra Rudi Wach. La Casa dell’Acqua. La Fontana dei Fontanili. Carlo Invernizzi. La poetica della Natura Naturans, in occasione della quale venennero organizzati anche incontri che coinvolsero gli studenti delle scuole medie e superiori, o la presentazione del libro Aurum Tellus dello scrittore Gavino Ledda (1996), che era già stato ospite a Morterone nel 1991 per Tre serate a Morterone con lo scrittore Gavino Ledda.
Tra il 1996 e il 1997 l’editore Artein Orolontano di Treviso pubblicò i libri d’artista, realizzati da Carlo Invernizzi con Nelio Sonego, Logoisbrendoli, I colchici e Scricciluce.
Nel 1996 Carlo Invernizzi firmò a Morterone, insieme ai pittori Gianni Asdrubali, Bruno Querci e Nelio Sonego, il Manifesto Tromboloide e Disquarciata. Le dichiarazioni contenute nel Manifesto delineavano l’idea dei firmatari riguardo al rapporto tra poesia, arte, uomo e natura, visti come parti inscindibili di una totalità in divenire:
Nel 1997 si tenne la mostra omonima Tromboloide e disquarciata presentata presso il Centro Espositivo della Rocca Paolina di Perugia, la Galerie Nothburga di Innsbruck e il Museum Rabalderhaus di Schwaz in cui vennero presentate dodici poesie di Carlo Invernizzi in relazione a diversi lavori di Gianni Asdrubali, Bruno Querci e Nelio Sonego. Due anni più tardi, oltre ad essere invitato al Convegno Corpo e Natura: Trame del pensiero organizzato da Franco Rella presso il Teatro della Società di Lecco, Invernizzi prese parte ad un’altra mostra ispirata al Manifesto dal titolo Tromboloide e disquarciata. Natura Naturans che si tenne ai Musei Civici di Villa Manzoni a Lecco.

#### Anni Duemila
Nel 2002 gli venne conferita la Croce di Cavaliere di Prima Classe dell'Ordine al Merito della Repubblica d'Austria e la Città di Melzo gli dedicò una mostra a Palazzo Trivulzio; si trattò della prima mostra che documentasse in modo completo il suo mondo poetico, anche in relazione alle opere di significativi protagonisti dell'arte contemporanea. In quest'occasione venne pubblicato da Scheiwiller il volume Carlo Invernizzi. Natura Naturans che conteneva, oltre alle sue poesie, un'ampia documentazione storica, saggi critici riguardanti il suo mondo poetico, scritti interpretativi di Invernizzi sui mondi creativi degli artisti Rodolfo Aricò, Gianni Asdrubali, Alan Charlton, Carlo Ciussi, Luigi Erba, Pietro Gentili, Sergio Milani, Mario Nigro, Pino Pinelli, Bruno Querci, Nelio Sonego, Günter Umberg e Rudi Wach e la riproduzione parziale delle cartelle e dei libri realizzati nel corso degli anni con numerosi artisti. Il volume venne anche presentato nell'ambito della rassegna Incontri con la poesia e l'arte 2003 presso la Biblioteca Civica del Comune di Pordenone, occasione in cui vennero esposti libri d'artista e poesie.

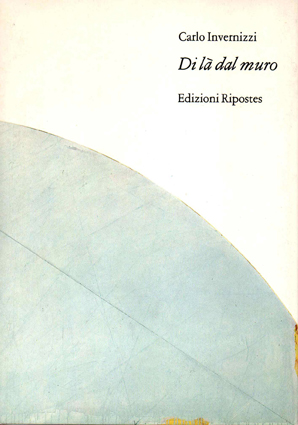
Copertina del libro Di là dal muro (Edizioni Ripostes, Salerno-Roma, 1984).

Nel 2009 il filosofo Massimo Donà lo invitò al Festival della Filosofia di Cervia, con Marcello Gombos, per una performance poetico-musicale dal titolo Il tempo della poesia a cui partecipano anche il filosofo Vincenzo Vitiello e il Massimo Donà Quartet. Nello stesso anno Invernizzi pubblicò la raccolta di poesie Secretizie, con postfazione di Vincenzo Vitiello, che venne presentata in un incontro curato da Francesca Pola presso la Galleria d’Arte Moderna - Villa Reale di Milano; proprio con questo volume risultò essere tra i finalisti del Premio Nazionale di Poesia “Lorenzo Montano”.
Nel 2011 prese parte con Bruno Querci alla mostra Germineluce presso il Palazzo Municipale di Morterone, dove espose sue poesie e libri creati con l'artista e nel 2012 il Comune di Milano, Biblioteca Comunale Centrale di Palazzo Sormani, organizzò la mostra Carlo Invernizzi: Secretizie a cura di Claudio Cerritelli e Luigi Sansone, proposta in seguito anche dal Comune di Portogruaro presso la Galleria Comunale d'Arte Contemporanea Ai Molini. Nello stesso anno Francesca Pola e Paolo Bolpagni lo invitarono a presentare la poesia Focalizzataluce... nell'ambito della mostra Immagine della luce. Artisti della contemporaneità internazionale per Villa Clerici a Milano e il Neuer Kunstverein di Aschaffenburg, in occasione dell'esposizione dei pittori Bruno Querci e Nelio Sonego, con i quali Invernizzi collaborava da anni, lo invitò ad esporre libri d'artista e opere a quattro mani con essi create.
Nel 2013 partecipò, sempre con Bruno Querci e Nelio Sonego, alla mostra collettiva Am Anfang war das Wort….??? presso la QuadrArt di Dornbirn e, in occasione dell’esposizione Bild und Lyrik im Dialog. Gedichte von Carlo Invernizzi und Radierungen von Rudi Wach, tenutasi al Tiroler Landesmuseum Ferdinandeum di Innsbruck presentò il libro d’artista Diciotto poesie di Carlo Invernizzi nove falchi di Rudi Wach pubblicato da Edizioni duemilaundici di Milano.

#### Ultimi anni
Nel 2015 risultò tra i finalisti del Premio Nazionale di Poesia “Lorenzo Montano” nella sezione “opera inedita” e fu invitato a prendere parte alla mostra Morterone una soglia poetica. Natura Arte Poesia presso il Museo Palazzo delle Paure di Lecco. La mostra ripercorreva l’attività dell’Associazione Culturale Amici di Morterone e Carlo Invernizzi espose sue poesie e libri creati con gli artisti partecipi dell’ideazione del Museo di Arte Contemporanea all’Aperto. Nello stesso anno venne invitato a tenere un incontro di filosofia e poesia con Massimo Donà intitolato “Carlo Invernizzi. Natura naturans - Natura Naturata” in occasione degli incontri collaterali organizzati nell’ambito della mostra Formae. Bonum, pulchrum, verum presso il Monastero di Astino. Nel 2016 le sue poesie vennero presentate ed esposte in dialogo con opere fotografiche di Raffaella Toffolo nella mostra Partiture d’Ombra presso il Palazzo Municipale di Morterone e realizzò con Nicola Carrino e Massimo Donà, per Edizioni Poìesis di Morterone, il volume Lucentizie. Carlo Invernizzi. Sub Specie Temporis. Massimo Donà. Ricostruttivi. Nicola Carrino.
Nel 2017 l'editore Inschibboleth di Roma ha pubblicato la sua ultima raccolta di poesie Lucentizie. L’enigma del tempo.
Carlo Invernizzi è morto, all'età di 85 anni, il 20 febbraio 2018 a Milano.

## La poetica e il pensiero
La poetica di Carlo Invernizzi indaga il confine tra visibile-invisibile, attraverso metafore percettive che affondano le proprie radici nel mondo naturale. Nei versi di Carlo Invernizzi non vi è alcuna spinta alla descrizione lirica del mondo, lo sguardo del poeta coglie piuttosto la condizione umana come parte integrante di una totalità biologica, quella della Natura Naturans: una natura naturante e quindi primigenia e primordiale che nell'immaginario di Carlo Invernizzi genera immagini impossibili, inafferrabili - come scrive Claudio Cerritelli, nel caso di Invernizzi, “la coscienza del fare poesia dichiara la sua impossibilità di raffrontarsi con la descrizione del reale, di vedere il paesaggio dal di fuori mentre la visione è urto che scuote il significato delle cose, passione inquieta che scava la dimensione magmatica del vivere, energia che afferra il reale come essenza inesorabile”. L'uomo non può spiegare o riconoscere, grazie all'esperienza empirica, che singoli frammenti del tutto che lo circonda e di cui è esso stesso un frammento ed il poeta tratteggia con i suoi versi squarci e visioni dell’infinito in continuo divenire, di quell'infinito che ci è impossibile cogliere nella propria totalità.
Lo stesso Invernizzi nel gennaio del 1989 scrive riguardo al suo fare poesia:

## Carlo Invernizzi e Morterone
Il legame con la natura è imprescindibile nella poetica di Invernizzi e, in particolare, lo è il legame con la natura di Morterone, che ne ispira le immagini e le visioni. Lo scenario naturale del piccolo paese, situato ai piedi del Resegone, è infatti il luogo d'origine della concezione poetico-filosofica della Natura Naturans e proprio a Morterone è stato redatto e firmato, insieme agli artisti Gianni Asdrubali, Bruno Querci, Nelio Sonego, il manifesto Tromboloide e disquarciata. Natura Naturans, secondo cui: “L’uomo per la sua costituzione fisica è parte intrinseca della Natura Naturans. Il suo pensiero (mente) e il suo corpo (cervello) sono biologicamente connessi in tutt'uno. [...] L’arte (la poesia) ne è la superficie che accade non per volontà, ma per necessità-libertà. [...] Il corpofigura dell’immagine dipinta non è analizzabile essendo la sua essenza e il suo racconto un tutt'uno inestricabile. [...] In quest’immagine agitata, perpetuamente chiusaperta in se stessa, emerge e si attua un movimento contrario che è pure sostanza e corpo della forma-immagine stessa. Necessariamente e visionariamente si è dentro il fiume sentendosi intrinseco pulso ondulo nell’imprendibile suo divenire. L’arte (la poesia) è l’uomo Natura Naturans”.
Carlo Invernizzi scrisse nel maggio del 1995, riferendosi a Morterone:
Morterone è mio luogo di radici, soglia ingermino d’immagini metafore del mio fare poesia.
In così silente conca d’incontaminatezza, senti l’eco dell’evaporo incomprimibile dell’universo e ti colpisce la luce tutta mentale di fulgidissimi logoisbrendoli di spaziotempo che s’infugano sull’orizzonte impercettibili. Qui la natura si ricrea in visionarietà di fantasiapensiero e la fantasiapensiero si origina dalla stessa natura con la quale è tutt'uno.
Natura Naturans di cui l’uomo è coscienza intrinseca, non componente estraneo che vuole dominarla e deturparla.
Questo è il senso del vivere a Morterone e il messaggio che Morterone vuole trasmettere. Abbellito con opere d’arte della più pura creatività, Morterone è segnale di poesia.»

### Il Museo di arte Contemporanea all'aperto di Morterone
A partire dalla metà degli anni Ottanta, l’Associazione Culturale Amici di Morterone ha iniziato la propria attività per abbellire il territorio del paese nel rispetto della sua incontaminatezza e per far rivivere la comunità sulle proprie radici, rendendo così Morterone un’autentica soglia poetica, perseguendo un’idea che nasce proprio dalla concezione scientifico-filosofica della poetica della Natura Naturans di Carlo Invernizzi. Nel corso degli anni l'Associazione ha presentato diverse mostre d'arte contemporanea ed ha creato un Museo all'Aperto, tuttora in progress, con l'installazione permanente di oltre 30 opere di pittura e scultura di artisti italiani ed europei. Gli artisti che hanno preso parte al progetto sono gli stessi che hanno conosciuto e frequentato Morterone grazie al rapporto di amicizia nato con Carlo Invernizzi, e che hanno condiviso con lui l'intuizione della visione come vortice primordiale. Tra questi si possono ricordare Rodolfo Aricò, Gianni Asbrubali, Francesco Candeloro, Nicola Carrino, Lucilla Catania, Carlo Ciussi, Gianni Colombo, Dadamaino, Igino Legnaghi, François Morellet, Mario Nigro, Bruno Querci, Ulrich Rückriem, Nelio Sonego, Mauro Staccioli, Niele Toroni, David Tremlett, Grazia Varisco, Michel Verjux, Rudi Wach.

## Opere

### Libri, raccolte di poesie e cataloghi (selezione)
- Invernizzi, Carlo, (Vailati, Maria, Ferraroni, Garelli, Maria, a cura di), Nell'esistere del magma, Edizioni Poìesis, Milano, 1970.
- Invernizzi, Carlo, Di là dal muro, introduzione di Maria Vailati, Edizioni Ripostes, Salerno-Roma, 1984.
- Invernizzi, Carlo, (Tamplenizza, Susanna, a cura di), Carlo Invernizzi. Leggere poesia oggi, Serie “Scandagli”, diretta da Maria Vailati, Spazio Editrice, Milano, 1988.
- Invernizzi, Carlo, La pittura di Pino Pinelli e la sua apertura all’universo del senso, Associazione Culturale Amici di Morterone, Morterone, 1989.
- Tromboloide e disquarciata. Poesie di Carlo Invernizzi, opere di Gianni Asdrubali, Bruno Querci, Nelio Sonego (Centro Espositivo della Rocca Paolina, Perugia; Galerie Nothburga, Innsbruck; Museum Rabalderhaus, Schwaz), catalogo della mostra, testi di Giorgio Bonomi e Elmar Zorn, interventi di Giovanna Bonasegale e Maria Vailati, Centro Espositivo della Rocca Paolina, Provincia di Perugia, Perugia, 1997.
- Tromboloide e disquarciata. Poesie di Carlo Invernizzi, opere di Gianni Asdrubali, Bruno Querci, Nelio Sonego (Musei Civici Villa Manzoni, Lecco), catalogo della mostra, testi di Giorgio Bonomi, Claudio Cerritelli, Lorenzo Mango, Enrico Mascelloni, Elmar Zorn, Comune di Lecco - Assessorato alla Cultura, Lecco; Musei Civici, Lecco; Associazione Culturale Amici di Morterone, Morterone, 1999.
- Carlo Invernizzi. Natura Naturans (Palazzo Trivulzio, Melzo), monografia pubblicata in occasione della mostra, a cura di Claudio Cerritelli, Libri Scheiwiller, Milano, 2002.
- Morterone Natura e Arte. Interventi all’aperto (Morterone), catalogo della mostra, scritti di Carlo Invernizzi, testi di Claudio Cerritelli, Massimo Donà, Silvia Galbiati, Francesca Pola, Associazione Culturale Amici di Morterone, Morterone, 2006.
- Invernizzi, Carlo, Ingrumolita, Artein Orolontano, Roma, 2008.
- Invernizzi, Carlo, Secretizie, postfazione di Vincenzo Vitiello, Mimesis Edizioni, Milano-Udine, 2008.
- Donà, Massimo, Pura eco di niente, poesie di Flavio Ermini, Carlo Invernizzi, Ranieri Teti, Ida Travi, opere di Carlo Ciussi, Bruno Querci, Pino Pinelli, Nelio Sonego, Edizioni Poìesis, Morterone, 2008.
- Bruno Querci, pubblicato in occasione della mostra Compresenze. Opere di Bruno Querci e Nelio Sonego. Poesie di Carlo Invernizzi (Neuer Kunstverein Aschaffenburg, Aschaffenburg), catalogo della mostra, a cura di Francesca Pola, Neuer Kunstverein Aschaffenburg, Aschaffenburg, 2012.
- Nelio Sonego, pubblicato in occasione della mostra Compresenze. Opere di Bruno Querci e Nelio Sonego. Poesie di Carlo Invernizzi (Neuer Kunstverein Aschaffenburg, Aschaffenburg), catalogo della mostra, a cura di Francesca Pola, Neuer Kunstverein Aschaffenburg, Aschaffenburg, 2012.
- Invernizzi, Carlo, Secretizie (Biblioteca Comunale Centrale Palazzo Sormani, Milano; Galleria Comunale d’Arte Contemporanea Ai Molini, Portogruaro), catalogo della mostra, a cura di Claudio Cerritelli e Luigi Sansone, Edizioni Poìesis, Morterone, 2012.
- Partiture d'ombra. Fotografie di Raffaella Toffolo, poesie di Carlo Invernizzi (Palazzo Municipale, Morterone), catalogo della mostra, a cura di Angela Faravelli, Associazione Culturale Amici di Morterone, Morterone, 2016.
- Invernizzi, Carlo, Lucentizie. L’enigma del tempo, Inschibboleth edizioni, Roma, 2017.

### Libri d’artista e operelibro (selezione)
- Invernizzi, Carlo, Ciussi, Carlo, Simmetrie. 6 poesie di Carlo Invernizzi, 6 acquetinte di Carlo Ciussi, Scheiwiller, Milano, 1979.
- Invernizzi, Carlo, Wach, Rudi, Se qualcosa ti manca. Una poesia di Carlo Invernizzi. La ragazza con un fiore, una incisione di Rudi Wach, Scheiwiller, Milano, 1984.
- Invernizzi, Carlo, Aricò, Rodolfo, Rosso blu rosso. Una poesia autografa di Carlo Invernizzi, un collage di Rodolfo Aricò, Scheiwiller, Milano, 1985.
- Invernizzi, Carlo, Dadamaino, Natura Naturans. Sette poesie di Carlo Invernizzi, sei litografie e un disegno a colori di Dadamaino, introduzione di Simona Morini, Scheiwiller, Milano, 1988.
- Invernizzi, Carlo, Guarneri, Riccardo, Schidie luce. Acquerelli di Riccardo Guarneri, una poesia di Carlo Invernizzi, “Collana del disegno - 6”, Edizioni Meta, Bolzano, 1991.
- Invernizzi, Carlo, Sonego, Nelio, Logoisbrendoli, Artein Orolontano, Treviso, 1996.
- Invernizzi, Carlo, Sonego, Nelio, Talpemneme, Artein Orolontano, Treviso, 2001.
- Invernizzi, Carlo, Sonego, Nelio, Canto silente, testi di Massimo Donà, Edizioni Poìesis, Morterone, 2006.
- Invernizzi, Carlo, Sonego, Nelio, Le stagioni della mente. Tre poesie di Carlo Invernizzi, tre disegni di Nelio Sonego, Edizioni Poìesis, Morterone, 2009.
- Invernizzi, Carlo, Sonego, Nelio, Vipistrelliluce. Una poesia di Carlo Invernizzi, tre disegni di Nelio Sonego, testi di Claudio Cerritelli, Chiara Tavella, Edizioni Poìesis, Morterone, 2009.
- Le stagioni della mente. Negli acquivento. Secretizie, operelibro di Carlo Invernizzi e Bruno Querci, Edizioni Poìesis, Morterone, 2009.
- Invernizzi, Carlo, Aricò, Rodolfo, Oltre e Altrove. I segni dell’infinito. Sette poesie di Carlo Invernizzi, due collage di Rodolfo Aricò, testi di Claudio Cerritelli e Massimo Donà, Edizioni Poìesis, Morterone, 2010.
- Secretizie, operelibro di Carlo Invernizzi e Carlo Ciussi, Edizioni Poìesis, Morterone, 2010.
- Nell’esistere del magma, operalibro di Carlo Invernizzi e Nicola Carrino, Edizioni Poìesis, Morterone, 1970-2011.
- Invernizzi, Carlo, Wach, Rudi, Secretizie - Falchi. Diciotto poesie di Carlo Invernizzi, nove acqueforti di Rudi Wach, un saggio di Massimo Donà, Edizioni duemilaundici, Milano, 2011.
- Invernizzi, Carlo, Toroni, Niele, Le vocali di Carlo Invernizzi ricordando Rimbaud. Cinque poesie manoscritte di Carlo Invernizzi, 6 impronte di pennello n. 50 di Niele Toroni, Edizioni Poìesis, Morterone, 2011-2012.
- Invernizzi, Carlo, Morellet, François, Carlo Invernizzi, François Morellet. Sei poesie di Carlo Invernizzi, sei disegni di François Morellet, Edizioni Poìesis, Morterone, 2012.
- Secretizie, operelibro di Carlo Invernizzi e Francesco Candeloro, Edizioni Poìesis, Morterone, 2012.
- Lucentizie, operalibro di Carlo Invernizzi e Riccardo De Marchi, Edizioni Poìesis, Morterone, 2012.
- Secretizie. Cinque poesie manoscritte di Carlo Invernizzi, due collage di Grazia Varisco, operalibro di Carlo Invernizzi e Grazia Varisco, Edizioni Poìesis, Morterone, 2012.
- Invernizzi, Carlo, Foxcroft, Lesley, Carlo Invernizzi, Lesley Foxcroft. Sei poesie di Carlo Invernizzi, sei disegni di Lesley Foxcroft, Edizioni Poìesis, Morterone, 2012.
- Invernizzi, Carlo, Charlton, Alan, Carlo Invernizzi, Alan Charlton. Sei poesie di Carlo Invernizzi, sei disegni di Alan Charlton, Edizioni Poìesis, Morterone, 2012.
- Invernizzi, Carlo, Verjux, Michel, Carlo Invernizzi, Michel Verjux. Sei poesie di Carlo Invernizzi, sei disegni di Michel Verjux, Edizioni Poìesis, Morterone, 2012.
- Carrino, Nicola, Donà, Massimo, Invernizzi, Carlo, Lucentizie. Carlo Invernizzi. Sub Specie Temporis. Massimo Donà. Ricostruttivi. Nicola Carrino, Edizioni Poìesis, Morterone, 2016.